# بوشبآخ (بافاريا العليا)
سُوق بُوشبَآَخْ (بالأَلمانِيَّة: Gemeinde Buchbach) هُو سُوق أَلمانِيَّ في مِنطَقَة مُوهلدُورف أَم إِن التَّابِعة لمُحافظة باڤارِيا العُليَا في وِلاَية باڤارِيا في جُمهُوريَّة أَلمَانيَا الاِتّحاديّة بمِساحة تُقَدَّر بحَوالَي 29 كم2.

## وصلات خارجية
- الصّفحة الرّسميّة لِسُوق بُوشبَآَخْ (باللُّغَةُ الألمانِيّة).